# Dihidroartemisinina/piperaquina
Dihidroartemisinina/piperaquina (DHA/PPQ) es un medicamento combinado en dosis fija que se usa en el tratamiento de la malaria.  Es una combinación de dihidroartemisinina y piperaquina.  Específicamente se utiliza para la malaria de los tipos P. falciparum y P. vivax.  Se administra por vía oral. 
Los efectos secundarios son poco frecuentes.  Las preocupaciones incluyen la posibilidad de prolongación del intervalo QT. Hay versiones disponibles para su uso en niños.  No se recomienda su uso en etapas tempranas del embarazo.  Los dos medicamentos funcionan por diferentes mecanismos. 
La dihidroartemisinina/piperaquina se aprobó para uso médico en Europa en 2011.  Está en la Lista de medicamentos esenciales de la Organización Mundial de la Salud, los medicamentos más efectivos y seguros que se necesitan en un sistema de salud.  Si bien estaba disponible por aproximadamente US$6 por ciclo de tratamiento, en el año 2010 se estaban realizando esfuerzos para bajar el precio en un dólar por ciclo.  Está disponible comercialmente en África y Asia.  Se ha utilizado para tratar a más de 4,5 millones de personas para el año 2017. 

## Farmacología
Dihidroartemisinina (también conocida como dihydroqinghaosu, artenimol o DHA) es un medicamento que se usa para tratar la malaria.  La dihidroartemisinina es el metabolito activo de todos los compuestos de artemisinina (artemisinina, artesunato, artemeter, etc.) y también está disponible como un medicamento por sí misma.  Es un derivado semisintético de la artemisinina y se usa ampliamente como intermediario en la preparación de otros medicamentos antimaláricos derivados de la artemisinina. 
Piperaquina es un fármaco antipalúdico, una bisquinolina fabricada por primera vez en la década de 1960 y que se usa ampliamente en China e Indochina como profilaxis y tratamiento durante los 20 años que le siguieron.  El uso disminuyó en la década de 1980 cuando surgieron cepas de P. falciparum resistentes a la piperaquina y se pusieron a disposición antimaláricos a base de artemisinina.  La combinación dihidroartemisinina-piperaquina es un antimalarico eficaz que se usa ampliamente en todo el mundo.  En el sudeste asiático, donde ha surgido resistencia tanto a la artemisinina como a la piperaquina, la combinación está siendo probada con un tercer medicamento, la mefloquina.
La piperaquina se caracteriza por una absorción lenta y una vida media biológica prolongada, lo que la convierte en un buen fármaco asociado con derivados de artemisinina que actúan rápidamente pero tienen una vida media biológica corta. 

## Sociedad y cultura
Este producto está disponible en el mercado de varios países: 
- Artekin (Holleykin)
- Eurartesim (Sigma Tau; por Good Manufacturing Practices)
- Diphos (Genix Pharma)
- Timequin (SAMI Pharma)
- Duocotecxina (Holley Pharm)
- Malacur (Elder Pharmaceuticals para SALVAT Laboratories)
- Ridmal (Ajanta Pharma Limited)